# استنلی (وسیله نقلیه)

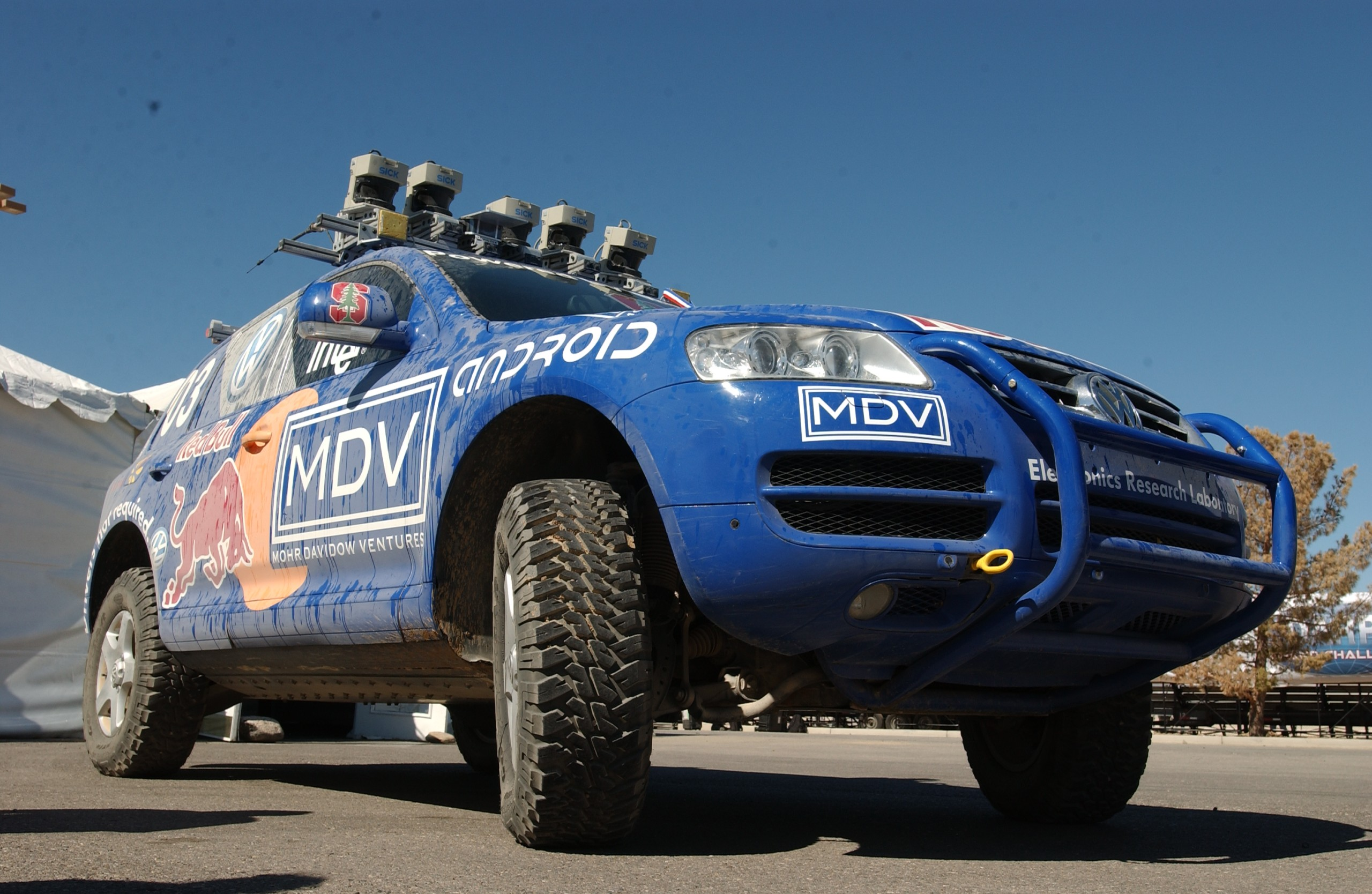
استنلی

استنلی (انگلیسی: Stanley) یک خودرو خودران است که توسط تیم مسابقه استنفورد دانشگاه استنفورد با همکاری آزمایشگاه تحقیقات الکترونیک فولکس واگن (ERL) ساخته شده است. این مسابقه در سال ۲۰۰۵ برنده چالش بزرگ دارپا شد و جایزه ۲ میلیون دلاری را برای تیم مسابقه استنفورد به ارمغان آورد.

## تیم مسابقه استنفورد
تیم مسابقه ای استنفورد به رهبری دانشیار سباستین ترون، مدیر آزمایشگاه هوش مصنوعی استانفورد، تنها با هدف رقابت در چالش بزرگ دارپا در سال ۲۰۰۵ توسعه یافت. استنفورد در چالش بزرگ دارپا در سال ۲۰۰۴ شرکت نکرد و در نظر گرفته شد که شانس ۲۰:۱ برنده شدن در رقابت ۲۰۰۵ را دارد. این خودرو در حال حاضر در موزه ملی هوا و فضای اسمیتسونیان قرار دارد. این خودرو در نمایشگاه بین‌المللی خودرو نیویورک ۲۰۰۶ و دو سال در موزه فولکس‌واگن اتو اشتاد (آلمان) به نمایش گذاشته شد. تیم مسابقه ای استنفورد یک وسیله نقلیه جدید، یک واگن فولکس واگن توآرگ اصلاح شده، به نام جونیور، در چالش شهری دارپا در سال ۲۰۰۷ وارد کرد. سایر مشارکت کنندگان کلیدی در این تیم عبارتند از: مایکل مونتمرلو (سرپرست نرم افزار)، سون استروهبند (مهندس اصلی سخت افزار)، دیوید استیونز (رباتیک/مهندس)، هندریک دالکمپ (سرپرست بینایی کامپیوتر)، سدریک دوپونت (سرپرست خودرو)، و پاملا ماهونی (رهبری ارتباطات).

## ساختار
این خودرو به عنوان یک مدل استاندارد اروپایی دیزلی فولکس‌واگن توارگ که توسط ERL فولکس واگن برای مسابقات ارائه شده بود آغاز شد. تیم مسابقه استنفورد برای سیستم کنترل "drive by wire" خود، توآرگ را انتخاب کرد که می‌توانست به طور مستقیم از یک کامپیوتر درون‌رو نگهداری شود (و این کار توسط ERL انجام شد) بدون استفاده از اکتواتورها یا موتورهای سرو؛ با این حال، فرمان رانندگی با یک موتور الکتریکی و تغییر دنده با یک پیستون هیدرولیک انجام می‌شد).

برای ناوبری، این خودرو به پنج واحد Sick AG لیدار روی سقف مجهز شد تا یک نقشه سه بعدی از محیط بسازد، بنابراین سیستم GPS سنجش موقعیت را تکمیل کند. یک سیستم هدایت داخلی با استفاده از ژیروسکوپ و شتاب‌سنج، جهت خودرو را کنترل می‌کند و همچنین برای تکمیل GPS و سایر داده‌های حسگر عمل می‌کند. اطلاعات راهنمایی اضافی توسط یک دوربین فیلمبرداری برای مشاهده شرایط رانندگی تا هشتاد متر (فراتر از محدوده LIDAR) و برای اطمینان از فضای کافی برای شتاب ارائه شد. استنلی همچنین سنسورهایی را در چاه چرخ نصب کرده بود تا الگوی حک شده روی تایر را ثبت کند و در صورت از دست دادن سیگنال (مانند هنگام رانندگی از طریق تونل) به عنوان کیلومترشمار عمل کند. با استفاده از داده‌های این حسگر، رایانه داخلی می‌تواند میزان مسافتی را که از زمان از دست رفتن سیگنال طی کرده است را مشخص کند.

برای پردازش داده‌های حسگر و اجرای تصمیم‌گیری‌ها، این خودرو به شش کامپیوتر کم‌مصرف ۱٫۶ گیگاهرتزی مبتنی بر اینتل پنتیوم M در صندوق عقب مجهز شد که نسخه‌های مختلف سیستم عامل لینوکس را اجرا می‌کردند.

## برنامه نويسي
دانشکده مهندسی ۱۰۰۰۰۰ خط نرم افزار را برای تفسیر داده های حسگر و اجرای تصمیمات ناوبری توسعه داد. با استفاده از آنچه پاپیولر مکانیکس یک "سلسله مراتب رایج ربات" توصیف کرد، این خودرو از "ماژول های سطح پایین تغذیه شده از داده های خام لیدار، دوربین، مجموعه های GPS و حسگرهای اینرسی در برنامه های نرم افزاری [برای کنترل] سرعت، جهت و تصمیم گیری استفاده می کند.

این وسیله نقلیه دارای رویکرد مبتنی بر یادگیری ماشین برای تشخیص موانع بود. داده‌های لیدار با تصاویر سیستم بینایی ترکیب شدند تا نگاهی دوردست را انجام دهند. اگر مسیری از زمین قابل رانندگی حداقل ۴۰ متر در جلوی وسیله نقلیه تشخیص داده نمی شد، سرعت کاهش می یافت و از لیدار ها برای تعیین محل عبور ایمن استفاده می شد.

برای تصحیح خطاهای معمولی که توسط وسیله نقلیه در اوایل توسعه آن رخ می دهد، تیم مسابقه استانفورد گزارشی از "واکنش ها و تصمیمات انسانی" ایجاد کرد و داده ها را به یک الگوریتم یادگیری مرتبط با کنترل های خودرو وارد کرد، این اقدام به کاهش خطاها کمک کرد. گزارش رایانه ای انسان هایی که در حال رانندگی هستند، ماشین را در تشخیص سایه ها دقیق تر می کند، مشکلی که باعث بسیاری از خرابی های خودرو در چالش بزرگ دارپا در سال ۲۰۰۴ شده بود.